# Aleksandar Maksimović
Aleksandar Maksimović (in cirillico: Александар Максимовић?; Belgrado, 26 febbraio 1988) è un lottatore serbo, fino al 1992 jugoslavo e dal 2003 al 2006, serbomontenegrino, specializzato nella lotta greco-romana.

## Biografia
È nato a Belgrado, all'epoca capitale della Repubblica Socialista Federale di Jugoslavia. La sua squadra di club è il Partizan Belgrado.
Ha gareggiato a livello cadetti e junior in rappresentanza della Serbia e Montenegro fino alla dissoluzione del Paese a seguito del referendum sull'indipendenza del Montenegro del 2006, aggiudicandosi un bronzo agli europei cadetti di Tirana 2005 nella categoria fino a 58 chilogrammi.
Ha esordito nella nazionale seniores della Serbia agli europei di Sofia 2007, dove è stato eliminato dall'ungherese Attila Drechsler nei 66 chilogrammi ed ha concluso al ventunesimo posto. Lo stesso anno si è aggiudicato l'oro agli europei junior di Belgrado 2007, battendo in finale l'azero Rafik Huseynov, avanti al pubblico di casa. L'anno successivo ha bissato l'oro agli europei junior di Kosice 2008, avendo la meglio in finale sul russo Ilia Magomadov, nonché vinto la medaglia d'argento ai mondiali junior di Istanbul 2008, dopo la sconfitta contro l'iraniano Saeid Mourad Abdvali nell'incontro decisivo per il gradino più alto del podio.
È stato convocato ai Giochi del Mediterraneo di Pescara 2009, in cui ha vinto la medaglia d'argento, perdendo la finale del torneo dei 66 chilogrammi contro il greco Gievgkeni Pentorets.
Ai Campionati del Mediterraneo di Istanbul 2010 si è aggiudicato il bronzo.
Agli europei di Dortmund 2011 e Belgrado 2012 si è classificato terzo, vincendo il bronzo.
Ha rappresentato la Serbia ai Giochi olimpici estivi di Londra 2012, dove è stato eliminato agli ottavi dal kazako Darkhan Bayakhmetov.
Ha fatto parte della spedizione serba ai Giochi del Mediterraneo di Mersin 2013 ha vinto la medaglia d'argento, rimanendo sconfitto nella finale del torneo dei 66 chilogrammi contro il turco Atakan Yüksel.
Ha vinto l'oro ai Campionati del Mediterraneo di Kanjiza 2014, superando il connazionale Máté Nemeš nella finale del tornei dei 71 kg.
Ha partecipato ai Giochi europei di Baku 2015 concludendo al quinto posto.
Si è laureato vicecampione continentale agli europei di Riga 2016, perdendo la finale del torneo dei 71 chilogrammi contro l'armeno Varsham Boranyan.
Agli europei di Novi Sad 2017 ha vinto il bronzo nei -71 chilogrammi.

## Palmarès

### Per la Serbia
- Europei

Dortmund 2011: bronzo nei -66 kg.;
Belgrado 2012: bronzo nei -66 kg.;
Riga 2016: argento nei -71 kg.;
Novi Sad 2017: bronzo nei -71 kg.;
- Giochi del Mediterraneo

Pescara 2009: argento nei -66 kg.;
Mersin 2013: argento nei -66 kg.;
- Campionati del Mediterraneo

Istanbul 2010: bronzo nei -66 kg.;
Kanjiza 2014: oro nei -66 kgl;
- Mondiali junior

Istanbul 2008: argento nei -66 kg.;
- Europei junior

Belgrado 2007: oro nei -66 kg.;
Kosice 2008: oro nei -66 kg.;

### Per la Serbia e Montenegro
- Europei junior

Istanbul 2008: argento nei -66 kg.